# السفارة السعودية في ميانمار
سفارة المملكة العربية السعودية في ميانمار، هي بعثة دبلوماسية سعودية تقع في العاصمة نايبيداو ويترأس البعثة سفير خادم الحرمين الشريفين سعود السبيعي.

## وصلات خارجية
- موقع سفارة المملكة العربية السعودية في ميانمار
- وزارة الخارجية السعودية (بالعربية)
- Ministry of Foreign Affairs of Kingdom of Saudi Arabia (بالإنجليزية)